# 圣卢西亚伊斯兰教
根据2009年皮尤研究中心的一份报告，穆斯林约占圣卢西亚岛人口的百分之0.1%，大多数信徒为非裔。